# Bystry (dopływ Wołosatego)
Bystry – potok w Bieszczadach Zachodnich, lewy dopływ Wołosatego. Wypływa ze źródła na wysokości 1107 m po północnej stronie wschodniego końca Połoniny Caryńskiej, na granicy lasu i połoniny. Spływa w północno-wschodnim kierunku, potem zmienia kierunek na wschodni i w Bereżkach uchodzi do Wołosatego. Ma dwa główne dopływy: lewobrzeżny, spływający spod Przysłupu Caryńskiego i prawobrzeżny z dolnej części Połoniny Caryńskiej.
Wzdłuż dolnego biegu Bystrego prowadzi szlak turystyczny, który kilkakrotnie przekracza Bystrego i jego dopływ spod Przysłupu Caryńskiego. Przy Bystrym, nieco powyżej jego ujścia do Wołosatego znajduje się pole namiotowe należące do Bieszczadzkiego Parku Narodowego.

## Szlak turystyki pieszej
Bereżki – Przysłup Caryński – Połonina Caryńska